# Jdour
Jdour  (in arabo جدور‎?) è un centro abitato e comune rurale del Marocco situato nella provincia di Youssoufia, regione di Marrakech-Safi. Conta una popolazione di 20 239 abitanti (censimento 2014).